# Heaviside-functie

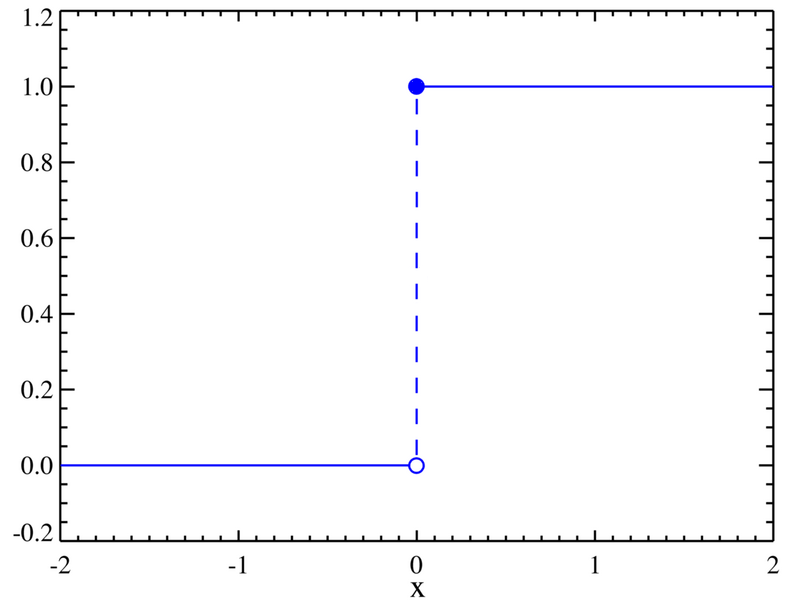
Schematische voorstelling Heaviside-functie

De heaviside-functie of heaviside-stapfunctie {\displaystyle H} is een stapfunctie, opgesteld door de Engelse ingenieur Oliver Heaviside, die gedefinieerd wordt als:
{\displaystyle H(x)={\begin{cases}0&{\mbox{voor }}x<0\\\\1&{\mbox{voor }}x\geq 0\end{cases}}}
In plaats van {\displaystyle H(x)} schrijft men ook wel {\displaystyle 1(x),\Theta (x)} of soms {\displaystyle \Gamma (x)} (waar dit geen verwarring oplevert met de gammafunctie).
In de systeemtheorie is de notatie {\displaystyle u(t)} gebruikelijk.
De heaviside-functie kan beschouwd worden als de integraal van de dirac-impuls {\displaystyle \delta (t)\ }:
{\displaystyle H(x)=\int _{-\infty }^{x}\delta (t)\,\mathrm {d} t}
Deze functie wordt bij integraaltransformaties en regeltechniek gebruikt.

## Gebruik bij stuksgewijs gedefinieerde functies
Een verschil van twee heaviside-functies kan worden gebruikt om een bloksignaal te definiëren (Puls) :
{\displaystyle H(x)-H(x-a)={\begin{cases}1&{\mbox{voor }}0\leq x<a\\\\0&{\mbox{voor }}x<0\ en\ x\geq a\end{cases}}}
Dit laat toe stuksgewijs gedefinieerde functies in één regel te schrijven, waardoor ze in een geschikte vorm staan om te worden omgezet door de laplacetransformatie. Neem bijvoorbeeld het signaal
{\displaystyle f(t)={\begin{cases}0&{\mbox{voor }}t<0\\\\{\tfrac {1}{2}}t&{\mbox{voor }}0\leq t<4\ {\mbox{en}}\\\\2&{\mbox{voor }}t\geq 4\end{cases}}}
Dit kan worden geschreven als :
{\displaystyle f(t)={\tfrac {1}{2}}t\ [H(t)-H(t-4)]+2H(t-4)}
Met behulp van
{\displaystyle {\mathcal {L}}\{H(t-a)\}(s)={\tfrac {1}{s}}e^{-as}}
en
{\displaystyle {\mathcal {L}}\{tf(t)\}(s)=-F'(s)}
volgt de laplace-getransformeerde:
{\displaystyle F(s)={\frac {1-e^{-4s}}{2s^{2}}}}

## Alternatief
Uit symmetrie-overwegingen wordt voor de waarde voor {\displaystyle x=0} ook wel ½ gekozen (of zelfs onbepaald gelaten, waar deze niet belangrijk is): 
{\displaystyle H(x)={\begin{cases}0&{\mbox{voor }}x<0\\{\frac {1}{2}}&{\mbox{voor }}x=0\\1&{\mbox{voor }}x>0\end{cases}}}